# Gottfried Samuel Polisius
Gottfried Samuel Polisius (auch Godofredus Samuel Polisius, * 10. April 1636 in Schwerin an der Warthe; † 17. Mai 1700 in Frankfurt (Oder)) war ein deutscher Mediziner und Physicus in Frankfurt an der Oder.

## Leben
Gottfried Samuel Polisius war der Sohn des Arztes Melchior Polisius und studierte bei Johann Theodor Schenck an der Universität Jena Medizin. Anschließend wirkte er zunächst als Arzt in Steinau und dann in Züllichau, bevor er Physicus in Frankfurt an der Oder wurde.
Am 22. Januar 1677 wurde Gottfried Samuel Polisius mit dem akademischen Beinamen Homer I. unter der Matrikel-Nr. 71 als Mitglied in die Academia Naturae Curiosorum, die heutige Deutsche Akademie der Naturforscher Leopoldina, aufgenommen.

## Schriften
- Dissertatio inauguralis medica de angina. Jena, 1661 (Digitalisat)
- Gratiâ Salvatoris Patrocinante. Myrrhologia Seu Myrrhae Disquisitio Curiosa : ad normam & formam Sacri Romani Imperii Academiae Naturae Curiosorum adornata Variisque Medicamentis illustrata. Norimbergae 1688 (Digitalisat)